# 310-й отдельный противолодочный авиационный полк
 310-й отдельный противолодочный авиационный полк ВВС ВМФ — ныне не существующая воинская часть Военно-воздушных сил (ВВС) ВМФ СССР и РФ. Полк создавался для дальней противолодочной обороны СССР на восточном направлении. Зона ответственности полка — Тихий океан. Подчинённость полка — командование ВВС Тихоокеанского флота.

## Наименования полка
Условное наименование — войсковая часть 99315.

## Задачи полка

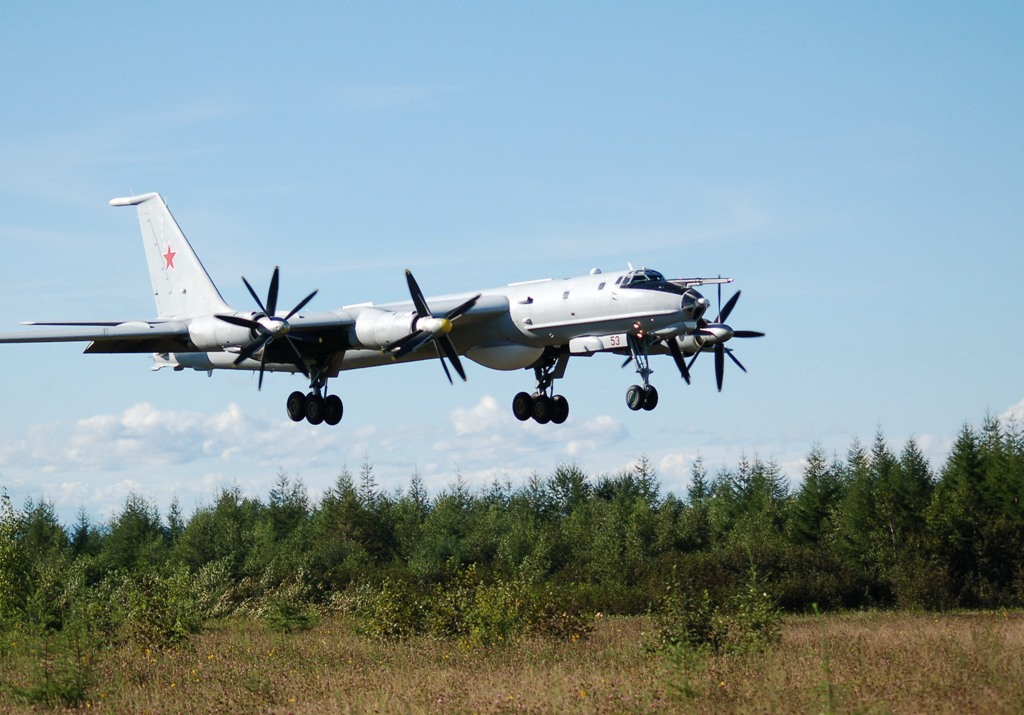
Ту-142МЗ борт № 53 на посадке, перед пересечением торца ВПП. Аэродром Каменный Ручей.

Противолодочная оборона в дальней океанской зоне, с заявленной зоной ответственности полка от Аляски до Филиппинских островов, визуальная и радиотехническая разведка в море по заявкам флота, а также ретрансляция радиосвязи подводным ядерным силам, находящимся на боевом патрулировании; в дальнейшем добавились: поисково-спасательное обеспечение флота и транспортные перевозки в интересах командования.

## История полка

### Формирование
310-й противолодочный полк дальнего действия официально был сформирован в соответствие с директивой Главного штаба ВМФ от 1 августа 1976 года на аэродроме с. Хороль Приморского края. Фактическое формирование полка было начато несколько ранее: так, первое построение и постановка задач составу формируемой части было проведено 27 июля 1976 года. На первом построении полка присутствовало всего 98 человек.
Первоначально полк формировался в кадрированном, то есть сокращённом составе. Для формирования оргструктуры нового полка на ключевые должности были назначены люди из 304-го гвардейского отдельного дальнеразведывательного авиационного полка, базировавшегося там же в авиагарнизоне Хороль. 304-й полк на тот момент времени эксплуатировал самолёты разведчики-целеуказатели Ту-95РЦ.
Первый командир формируемого 310-го полка — подполковник Осипов Н. И.
Через двое суток личный состав полка убыл на переучивание в г. Николаев, в 33-й ЦПБ и ПЛС ВМФ.
Переучивание продолжалось до октября 1976 года. Там же были получены от промышленности первые самолёты Ту-142, на которых полк произвел перелёт из Николаева в Хороль.
17 декабря 1976 года на базовом аэродроме была выполнена первая лётная смена. К этому времени были сформированы управление полка, первая авиационная эскадрилья в составе пяти экипажей и четырёх самолётов и ТЭЧ полка.
29 сентября 1977 года была сформирована вторая авиационная эскадрилья. Через год, в сентябре 1978 года была сформирована третья авиационная эскадрилья.
В октябре-ноябре 1978 года полк сменил место своего базирования, перелетев с аэродрома Хороль на аэродром Каменный Ручей, п. Монгохто в Хабаровском крае. Здесь полк оставался до самого своего расформирования в 2002 году.
Приказом Командующего Тихоокеанским Флотом от 2 сентября 1980 года 310-й противолодочный полк был введен в состав сил боевой готовности флота. Полк начал нести боевое дежурство.
Формирование полка заняло четыре календарных года.
12 декабря 1981 года полку было вручено Боевое Знамя.

### Боевая служба, зарубежные командировки и расформирование полка

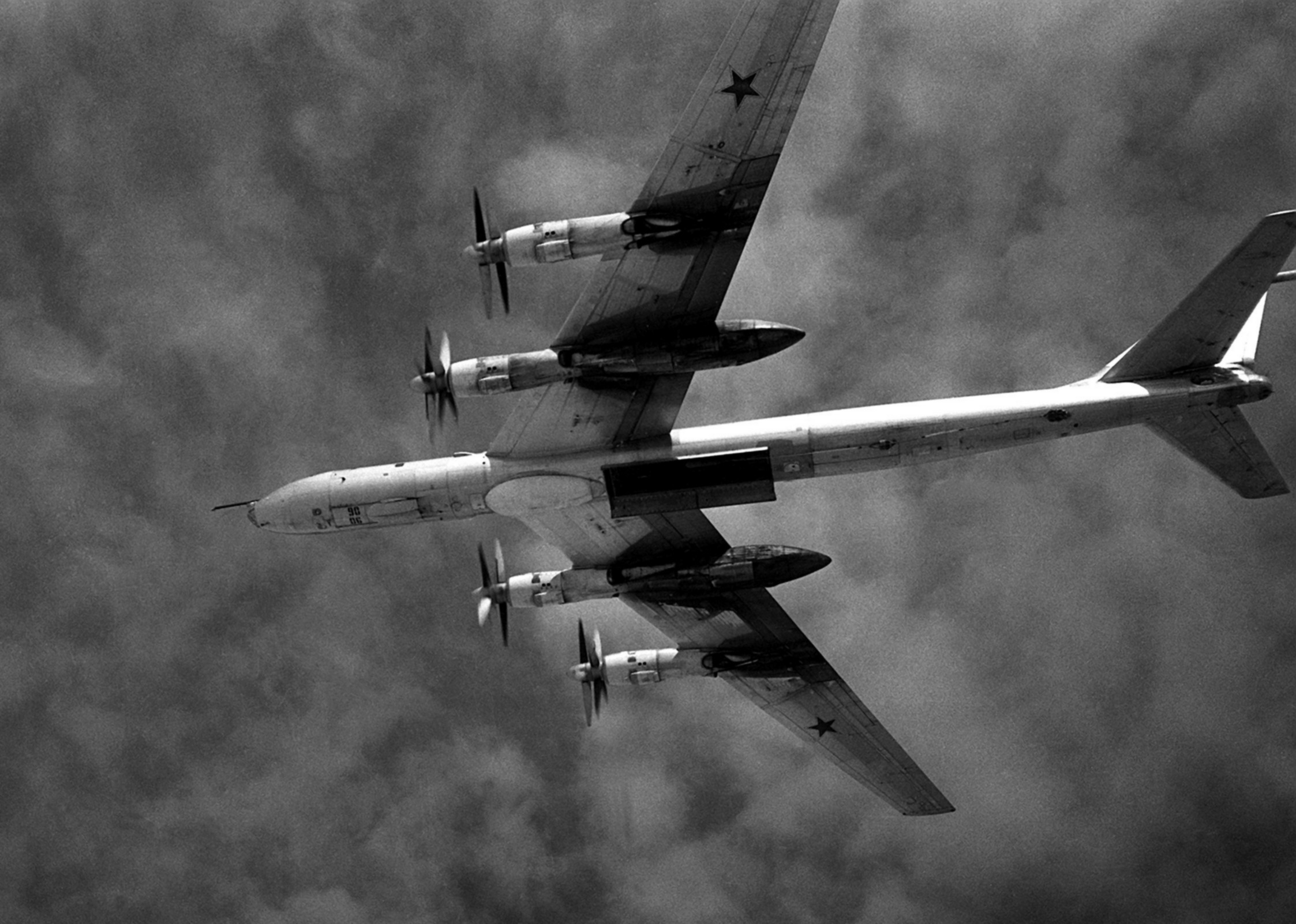
Противолодочный самолёт Ту-142 изд. ВПМ борт № 90, принадлежащий 310-му ОПЛАП ДД, в полёте над Тихим океаном. Фото сделано пилотом палубного самолёта F/A-18A эскадрильи VFA-151 с авианосца CV-41 «Мидуэй» в 1987 году.

В 1980 году полку была поставлена задача — освоение вьетнамских аэродромов Дананг и Камрань и полёты над Восточно-Китайским, Южно-Китайским и Филиппинским морями. В дальнейшем на аэродроме 922-го ПМТО (пункта материально-технического обеспечения) Камрань в течение 10 лет (до 1993 года) постоянно находился авиационный отряд Ту-142 из состава 310-го полка.
В 1986 году третья АЭ была переориентирована на новые задачи — ретрансляцию сигналов боевого управления ПЛАРБ. В марте был получен первый самолёт-ретранслятор Ту-142МР. Командир эскадрильи — подполковник Багров В. А.
В 1990-м году полк переучен на новый самолёт Ту-142МЗ. Эти самолёты поступали в полк с завода-изготовителя до 1995 года, заменяя в 1-й и 2-й эскадрильях Ту-142М.
В 1999 году в состав полка вошла расформированная 355-я отдельная авиационная эскадрилья (поисково-спасательная) в/ч 60053, в качестве авиационного отряда ПСС: два вертолёта Ка-27, один транспортный вертолёт Ми-8Т и один транспортный самолёт Ан-26. Эскадрилья до расформирования дислоцировалась на этом же аэродроме.
Согласно директивы ГШ ВМФ, с 1 июня 2002 года войсковая часть 99315 прекратила своё существование. На базе расформированного 310-го полка была сформирована третья авиационная эскадрилья ПЛО и авиационный отряд ПСС во вновь формируемом 568-м отдельном гвардейском смешанном авиационном полку МА ТОФ в/ч 90724, с базированием на аэродроме Каменный Ручей.

## Командиры полка
- Осипов Н. И.
- Лопасов В. Л.
- Зубков В. Н. (погиб 20 апреля 1984 года в авиационной катастрофе, см. ниже)
- Левкин В. А.
- Куропаткин В. И.
- Волчков В. А.
- Мачкасов А. В.

## Авиатехника полка
Ту-142М/МЗ/МР, Ан-26, Ка-27ПС, Ми-8Т.

## Аварии и катастрофы
- Катастрофа Ту-142 20 апреля 1984 года в Охотском море, командир корабля п-к Зубков. Экипаж девять человек — погиб. Состав экипажа: полковник В. Н. Зубков, ст. лейтенант В. И. Таран, подполковник А. В. Кутя, капитан В. Н. Лоскутов, лейтенант В. А. Бочанов, капитан С. Н. Боровков, капитан Я. А. Лацис, прапорщик И. Т. Боробский, майор В. В. Гриднев.
- Авария Ту-142 13 октября 1987 года, командир корабля капитан Разумов. Экстренное прекращение взлёта и выкат за полосу с повреждением носовой части самолёта. Экипаж жив, самолёт списали.